# Ferdinand Joseph Hippolyte Barqui
Ferdinand Joseph Hippolyte Barqui, né le 18 mai 1825 à Lyon et mort dans cette même commune le 8 mai 1885 , est un architecte français.

## Biographie
Ferdinand Joseph Hippolyte Barqui entre à l'École des beaux-arts de Lyon le 28 août 1839 où il suit notamment les cours de Bonnefond, Dupasquier et Chenavard. Il devient conseiller municipal de la ville de Lyon en 1878.

## Réalisations

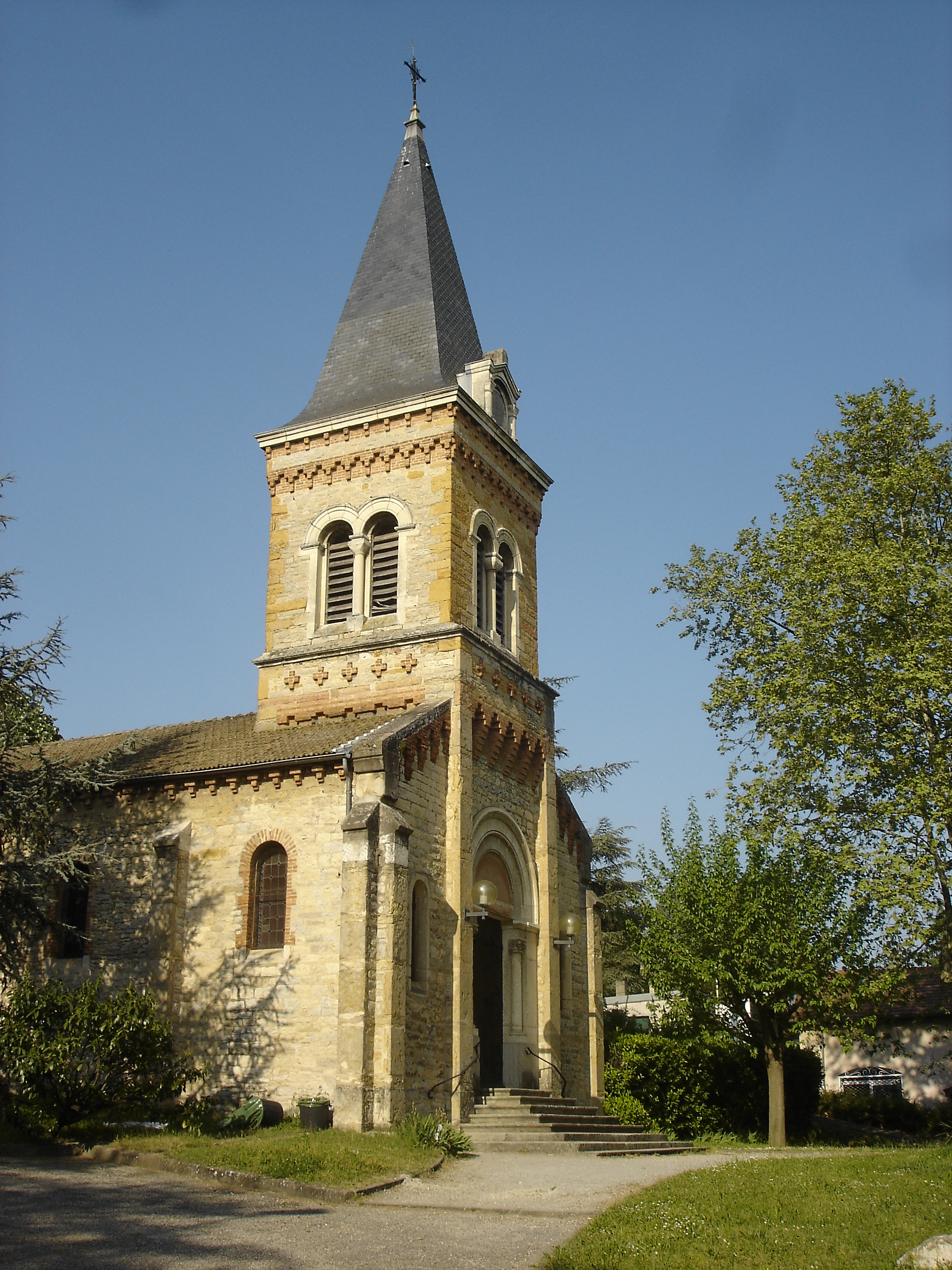
Église Saint-Jean-Marie-Vianney de Crépieux-la-Pape.

Barqui a contribué à la construction de plusieurs édifices :
- Reconstruction du théâtre des Célestins à Lyon ;
- église d'Oyonnax[Laquelle ?] ;
- théâtre des Variétés à Lyon ;
- Église Saint-Jean-Marie-Vianney de Crépieux-la-Pape.

## Distinction
- Admis à la société académique d'architecture de Lyon le 5 juillet 1860, il en démissionnera en 1874[1].